# Isaiah Washington
Isaiah Washington IV (născut pe data de 3 august 1963 ) este un actor american. Un veteran al multor filme Spike Lee, Washington este cunoscut pentru rolul său ca și Dr. Preston Burke din serialul medical dramatic Anatomia lui Grey ( 2005 - 2007).
1. ↑  „Isaiah Washington”, Internet Movie Database, accesat în 13 octombrie 2015
2. ↑  „Isaiah Washington”, Gemeinsame Normdatei, accesat în 10 decembrie 2014
3. ↑   http://www.switsalone.com/9858_reclaiming-middle-passage-african/, accesat în 13 ianuarie 2022 Lipsește sau este vid: |title= (ajutor)